# Réseau de bus de Saint-Germain Boucles de Seine
Le réseau de bus de Saint-Germain Boucles de Seine est un réseau de transports en commun par autobus et autocars circulant en Île-de-France, organisé par l'autorité organisatrice Île-de-France Mobilités et la communauté d'agglomération Saint Germain Boucles de Seine. Il est exploité par le groupe Transdev à travers la société Transdev Boucle des Lys à partir du 1er août 2022.
Il est composé de 21 lignes qui desservent principalement l'ouest de la communauté d'agglomération Saint Germain Boucles de Seine dans les Yvelines.

## Histoire

### Lignes issues du réseau Résalys

Logo de l’ancien réseau Résalys

L’ancien réseau Résalys a connu trois évolutions de son offre : en 1997, en 2004 et en 2010.
À la rentrée 1997, le réseau de l'agglomération de Saint-Germain-en-Laye est exploité par CGEA Transport et dessert les communes d'Aigremont, de Chambourcy, de Fourqueux et de Saint-Germain-en-Laye avec les lignes 3B, 3C, 3BC, 3D, 3E, 3F et 3G.
À la rentrée 2004, il est exploité par Connex Transport et dessert les communes d'Aigremont, de Chambourcy, de Fourqueux et de Saint-Germain-en-Laye avec les lignes A, B, C, BC, F, L, M, S, T et TS.
À la rentrée 2010, il est exploité par Veolia Transport et dessert les communes d'Aigremont, de Chambourcy, de Fourqueux, de Mareil-Marly et de Saint-Germain-en-Laye avec les lignes R1, R2, R3, R4 et R5. Avant 2010, la commune de Mareil-Marly était desservie par la ligne des Courriers de Seine-et-Oise (CSO) no 23.
Depuis le 2 septembre 2013, Résalys se met aux couleurs de Transdev, le nouvel exploitant.
| Ligne | Parcours | Véhicules           | Fréquence        |
| ----- | --- | ------------------- | ---------------- |
| A     | Saint-Germain Gare RER ↔ Jaurès ↔ Boufflers ↔ Gare du Bel Air ↔ Saint-Germain Lycée De Vinci                                 | Standards/Articulés | 8/10 min.        |
| B     | Saint-Germain Gare RER ↔ Perreire ↔ André Derain ↔ Chambourcy Collège via Aigremont                                          | Standards           | 10 min.          |
| BC    | Saint-Germain Gare RER ↔ Village d'Hennemont ↔ André Derain ↔ Chambourcy Collège via Aigremont                               | Standards           | 15/20 min.       |
| C     | Saint-Germain Gare RER ↔ Jehan Alain ↔ Square Forest ↔ Christiane Frahier ↔ Croix de Fer ↔ Saint-Germain Village d'Hennemont | Standards           | 10 min.          |
| F     | Saint-Germain Gare RER ↔ Ermitage ↔ Quatre Chemins ↔ Fourqueux Mairie ↔ Clos Badère ↔ Fourqueux Ferme des Hézards            | Standards           | 30 min.+         |
| L     | Saint-Germain Gare RER ↔ Kennedy ↔ Stade ↔ Saint-Germain Légion d'Honneur                                                    | Standards           | Scolaire         |
| M     | Saint-Germain Gare RER ↔ Jehan Alain ↔ Galliéni ↔ Boufflers ↔ Saint-Germain Lycée De Vinci                                   | Standards           | 40 min/spéciale. |
| S     | Saint-Germain Gare RER ↔ Jehan Alain ↔ Galliéni ↔ Jean Jaurès ↔ Sous-Préfecture ↔ Taillevent ↔ Saint-Germain Lycée De Vinci  | Standards           | 15/20 min.       |
| T     | Saint-Germain Gare RER ↔ Ermitage ↔ Schnapper ↔ Saint-Germain Sous-Préfecture                                                | Standards           | 10/20 min.       |
| TS    | Saint-Germain Gare RER ↔ Ermitage ↔ Place Ste-Catherine ↔ Sous-Préfecture ↔ Gare du Bel Air ↔ Saint-Germain Lycée De Vinci   | Standards           | Scolaire 1       |
| TS    | Saint-Germain Gare RER ↔ Ermitage ↔ Quatre Chemins ↔ Sous-Préfecture ↔ Taillevent ↔ Saint-Germain Lycée De Vinci             | Standards           | Scolaire 2       |

Le 30 août 2010, le réseau est restructuré afin de simplifier l'offre de transport afin d’accroître le nombre de voyageurs transportés par jour en s'appuyant sur :
- la clarté de l'offre avec un seul numéro (de 1 à 5), un seul itinéraire par ligne et une limitation maximale des boucles et des culs-de-sac qui compliquent les déplacements ;
- la lisibilité de l’information avec des horaires qui seront cadencés régulièrement (par exemple 8 h 12, 8 h 22, 8 h 32, etc.) ;
- l’efficacité commerciale et environnementale, en déconnectant le Bel-Air de Saint-Léger grâce aux lignes R1 et R2, afin de permettre aux voyageurs de ces deux quartiers de trouver de la place dans le bus et d’accéder plus rapidement à la gare de Saint-Germain-en-Laye.

Le 30 août 2015, une ligne R6 est créée.
Le 7 janvier 2019, les lignes R1 à R5 voient leurs fréquences renforcées comme suit :
- ligne R1 : passage toutes les cinq minutes aux heures de pointe, tous les quarts d'heure le reste du temps en semaine et toutes les vingt minutes le samedi. De plus, la ligne fonctionne le dimanche avec un passage toutes les heures sans interruption. Enfin, l'amplitude horaire est élargie le matin et le soir jusqu'à 22 h ;
- ligne R2 : passage toutes les six minutes aux heures de pointe et toutes les vingt minutes le reste du temps en semaine ainsi que le samedi. De plus, la ligne fonctionne le dimanche avec un passage toutes les heures sans interruption. Enfin, l'amplitude horaire est élargie le matin et le soir jusqu'à 22 h ;
- ligne R3 : ses horaires sont cadencés afin d'offrir une meilleure régularité. De plus, la ligne R3S fonctionne le dimanche avec un passage toutes les heures sans interruption ;
- ligne R4 : passage toutes les dix minutes aux heures de pointe et toutes les trente minutes le reste du temps en semaine ainsi que le samedi. De plus, la ligne fonctionne le dimanche avec un passage toutes les heures sans interruption. Enfin, l'amplitude horaire est élargie le matin et le soir jusqu'à 22 h en semaine ;
- ligne R5 : ses horaires sont cadencés afin d'offrir une meilleure régularité.

En 2022 avant son changement d’opérateur le réseau est composé de 6 lignes.

### Lignes issues du réseau Entre Seine et Forêt

Logo de l’ancien réseau

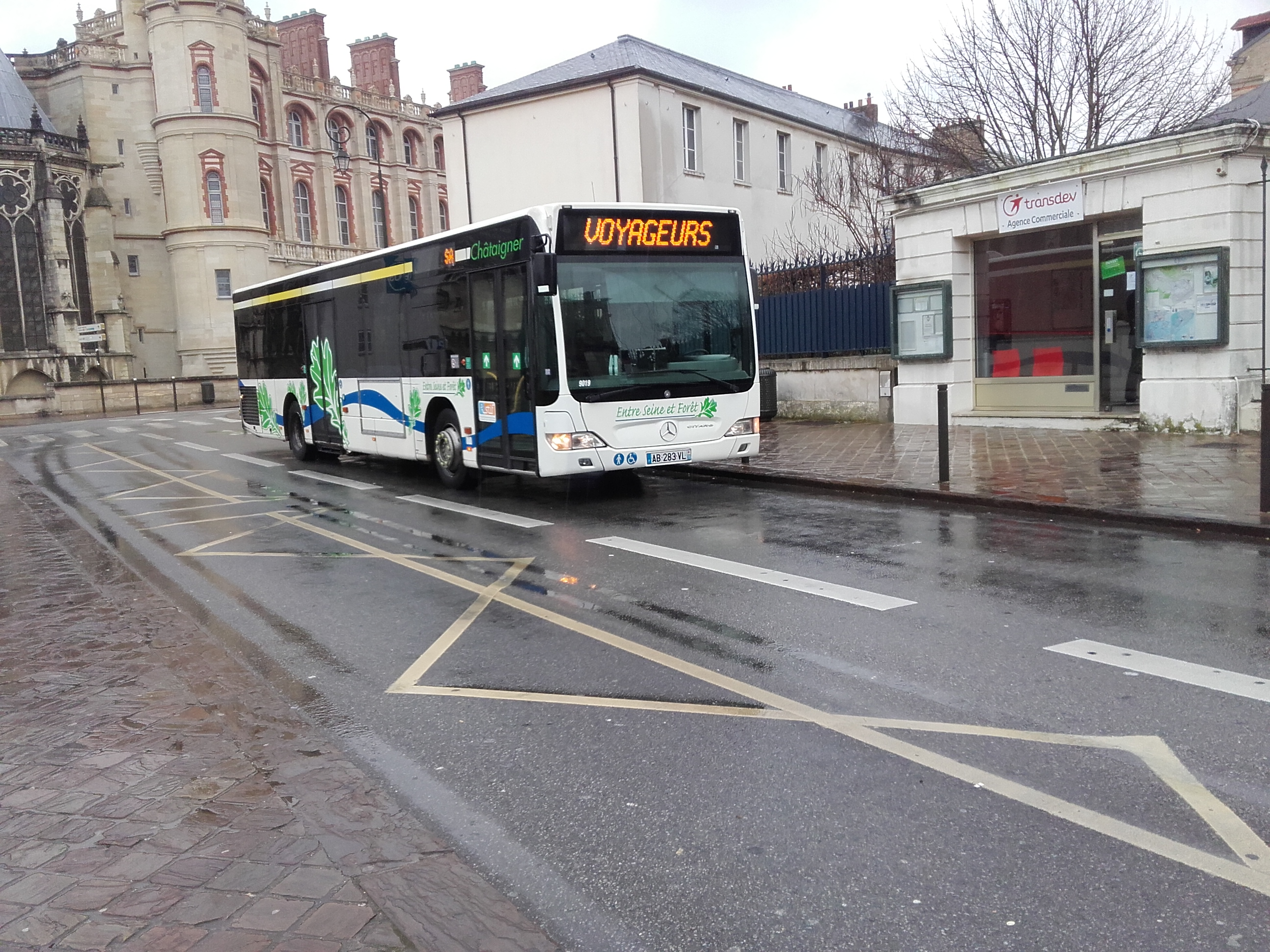
Un véhicule de l’ancien réseau entre Seine et Forêt.

Le 31 août 1998, le réseau de bus Entre Seine et Forêt voit le jour, et est composé des lignes 9A, 9B, 9D, 9G, 10, 18 et 21. L'exploitation du réseau se fait à l'aide de quatorze véhicules dont onze autobus standards. Le parc de véhicules est revêtu d'une découpe spécifique à base d'un liseré bleu avec deux feuilles de chêne sur fond blanc.
Le 2 septembre 2019, le réseau subit une importante modification :
- Une navette NEX est créée en expérimentation pendant huit mois afin de relier le quartier Cité au Mesnil-le-Roi à la gare de Saint-Germain-en-Laye. Celle-ci fonctionne en semaine aux heures de pointe du matin, du midi et du soir ;
- la ligne 10 abandonne la déviation par Le Pecq appliquée le dimanche et jours fériés ;
- la ligne 15 voit la création d'une course supplémentaire le matin à destination du lycée international de Saint-Germain-en-Laye ;
- la ligne 20 est créée en reliant la gare du Vésinet - Le Pecq à la gare du Vésinet-Centre via le quartier du Mexique. Cette nouvelle ligne remplace la ligne 21M avec un itinéraire plus lisible ;
- la ligne 21 est simplifiée avec le prolongement de toutes les courses à la gare de Marly-le-Roi. De plus, les horaires sont cadencés en semaine avec un passage toutes les dix minutes aux heures de pointe et toutes les trente minutes aux heures creuses. Enfin, un service est testé pendant quelques mois le dimanche et jours fériés en remplacement de la ligne 10 au Pecq ;
- la ligne 21S est créée en reprenant la desserte scolaire de l'école Félix-Éboué de la ligne 21M. Celle-ci fonctionne à l'aide d'un aller-retour par jour.

En date du 1er janvier 2022, la ligne 20 intègre le réseau de bus Argenteuil - Boucles de Seine en raison de l'ouverture à la concurrence de ceux-ci. Les autres lignes, au nombre de 10 sont intégrées au nouveau réseau de Saint-Germain Boucles de Seine au 1er août, marquant la disparition du réseau Entre Seine et Forêt.

### Ouverture à la concurrence
En raison de l'ouverture à la concurrence des transports en commun en Île-de-France, les réseaux opérés par Transdev Montesson Les Rabaux en totalité et l'Express A14 Chambourcy opéré par la CTCOP fusionnent pour devenir le réseau de bus de Saint-Germain Boucles de Seine le 1er août 2022, correspondant à la délégation de service public numéro 32 établie par Île-de-France Mobilités. Un appel d'offres a donc été lancé par l'autorité organisatrice afin de désigner une entreprise qui succédera à l'exploitation de Transdev et CTCOP pour une durée de sept ans. C'est finalement Transdev, via sa filiale Transdev Boucle des Lys, qui a été désigné lors du conseil d'administration du 11 octobre 2021.
À la date de son ouverture à la concurrence, le réseau se composait des lignes R1, R2, R3, R4, R5 et R6 du réseau Résalys, de la ligne 8 du réseau de bus Poissy Aval - Deux rives de Seine, des lignes  9A, 9AB, 9B, 9D, 10, 15, 15S, 18S, 21 et 21S du réseau de bus Entre Seine et Forêt, de l'Express 1 de Transdev Montesson Les Rabaux et de l'Express A14 Chambourcy de la CTCOP. Le contrat comprend également la ligne N153 du réseau nocturne Noctilien, exploitée auparavant par le pool Mobicité / SAVAC pour le compte de la RATP. L'ouverture à la concurrence des lignes RATP ne débutant toutefois qu'au 1er janvier 2025, la ligne n'est pas encore intégrée au contrat et Viabus en assure l'exploitation pour le compte de la RATP du 1er octobre 2022 au 31 décembre 2024 au plus tard.
Le 29 août 2022, la ligne R6 est supprimée.
Trois nouvelles lignes sont créées et deux lignes sont modifiées le 28 août 2023 : les lignes 9 et 11 en remplacement des lignes 9A, 9AB, 9B et 9D et la ligne 12 tandis que les lignes 10 et 15 sont modifiées,,,.

## Lignes du réseau

### Lignes R1 à R9
| Ligne | Caractéristiques | Caractéristiques                                                                             | Caractéristiques                                                                             | Caractéristiques                                                                             | Caractéristiques                                                                             | Caractéristiques                                                                             | Caractéristiques                                                                             | Caractéristiques                                                                             | Caractéristiques                                                                             |
| R1    | Gare de Saint-Germain-en-Laye ⥋ Saint-Germain-en-Laye — Lycée de Vinci | Gare de Saint-Germain-en-Laye ⥋ Saint-Germain-en-Laye — Lycée de Vinci                       | Gare de Saint-Germain-en-Laye ⥋ Saint-Germain-en-Laye — Lycée de Vinci                       | Gare de Saint-Germain-en-Laye ⥋ Saint-Germain-en-Laye — Lycée de Vinci                       | Gare de Saint-Germain-en-Laye ⥋ Saint-Germain-en-Laye — Lycée de Vinci                       | Gare de Saint-Germain-en-Laye ⥋ Saint-Germain-en-Laye — Lycée de Vinci                       | Gare de Saint-Germain-en-Laye ⥋ Saint-Germain-en-Laye — Lycée de Vinci                       | Gare de Saint-Germain-en-Laye ⥋ Saint-Germain-en-Laye — Lycée de Vinci                       | Gare de Saint-Germain-en-Laye ⥋ Saint-Germain-en-Laye — Lycée de Vinci                       |
| ----- | --- | -------------------------------------------------------------------------------------------- | -------------------------------------------------------------------------------------------- | -------------------------------------------------------------------------------------------- | -------------------------------------------------------------------------------------------- | -------------------------------------------------------------------------------------------- | -------------------------------------------------------------------------------------------- | -------------------------------------------------------------------------------------------- | -------------------------------------------------------------------------------------------- |
| R1    | Ouverture / Fermeture 30 août 2010 / — | Longueur 6,20 km                                                                             | Durée 10-20 min                                                                              | Nb. d’arrêts 14                                                                              | Matériel Citaro C2 GX 337 Citaro Facelift                                                    | Jours de fonctionnement L, Ma, Me, J, V, S, D                                                | Jour / Soir / Nuit / Fêtes O / N / N / O                                                     | Voy. / an —                                                                                  | Dépôt Montesson                                                                              |
| R1    | Desserte : - Ville et lieux desservis : Saint-Germain-en-Laye - Gares desservies : Saint-Germain-en-Laye et Fourqueux - Bel Air |                                                                                              |                                                                                              |                                                                                              |                                                                                              |                                                                                              |                                                                                              |                                                                                              |                                                                                              |
| R1    | Autre : - Zone traversée : 4 - Arrêts non accessibles aux UFR : Rue de la Salle (vers la gare) et Verdi (vers Lycée de Vinci) - Amplitudes horaires : La ligne est en service du lundi au vendredi de 5 h 15 à 22 h 20, le samedi de 6 h à 21 h 55 ainsi que le dimanche et les jours fériés de 7 h 10 à 21 h 20. - Date de dernière mise à jour : 26 juin 2022. |                                                                                              |                                                                                              |                                                                                              |                                                                                              |                                                                                              |                                                                                              |                                                                                              |                                                                                              |
| R1    | Dernière actualisation : — |                                                                                              |                                                                                              |                                                                                              |                                                                                              |                                                                                              |                                                                                              |                                                                                              |                                                                                              |
| R2N   | (Circulaire) Gare de Saint-Germain-en-Laye ⥋ via Saint-Germain-en-Laye — Village d'Hennemont | (Circulaire) Gare de Saint-Germain-en-Laye ⥋ via Saint-Germain-en-Laye — Village d'Hennemont | (Circulaire) Gare de Saint-Germain-en-Laye ⥋ via Saint-Germain-en-Laye — Village d'Hennemont | (Circulaire) Gare de Saint-Germain-en-Laye ⥋ via Saint-Germain-en-Laye — Village d'Hennemont | (Circulaire) Gare de Saint-Germain-en-Laye ⥋ via Saint-Germain-en-Laye — Village d'Hennemont | (Circulaire) Gare de Saint-Germain-en-Laye ⥋ via Saint-Germain-en-Laye — Village d'Hennemont | (Circulaire) Gare de Saint-Germain-en-Laye ⥋ via Saint-Germain-en-Laye — Village d'Hennemont | (Circulaire) Gare de Saint-Germain-en-Laye ⥋ via Saint-Germain-en-Laye — Village d'Hennemont | (Circulaire) Gare de Saint-Germain-en-Laye ⥋ via Saint-Germain-en-Laye — Village d'Hennemont |
| R2N   | Ouverture / Fermeture 30 août 2010 / — | Longueur 8,50 km                                                                             | Durée 10-45 min                                                                              | Nb. d’arrêts 21                                                                              | Matériel Citaro C2 GX 337 Citaro Facelift                                                    | Jours de fonctionnement L, Ma, Me, J, V, S, D                                                | Jour / Soir / Nuit / Fêtes O / N / N / O                                                     | Voy. / an —                                                                                  | Dépôt Montesson                                                                              |
| R2N   | Desserte : - Villes et lieux desservis : Saint-Germain-en-Laye et Fourqueux - Gares desservies : Saint-Germain-en-Laye et Lisière Pereire |                                                                                              |                                                                                              |                                                                                              |                                                                                              |                                                                                              |                                                                                              |                                                                                              |                                                                                              |
| R2N   | Autre : - Zone traversée : 4 - Arrêts non accessibles aux UFR : — - Amplitudes horaires : La ligne est en service du lundi au vendredi de 5 h 10 à 22 h 40, le samedi de 5 h 30 à 22 h 15 ainsi que le dimanche et les jours fériés de 7 h 15 à 20 h 45. - Particularités : L'arrêt Péreire est desservi du lundi au samedi de début de service jusqu'à 9 h 30. - Date de dernière mise à jour : 26 juin 2022. |                                                                                              |                                                                                              |                                                                                              |                                                                                              |                                                                                              |                                                                                              |                                                                                              |                                                                                              |
| R2N   | Dernière actualisation : — |                                                                                              |                                                                                              |                                                                                              |                                                                                              |                                                                                              |                                                                                              |                                                                                              |                                                                                              |
| R2S   | (Circulaire) Gare de Saint-Germain-en-Laye ⥋ via Saint-Germain-en-Laye — Village d'Hennemont | (Circulaire) Gare de Saint-Germain-en-Laye ⥋ via Saint-Germain-en-Laye — Village d'Hennemont | (Circulaire) Gare de Saint-Germain-en-Laye ⥋ via Saint-Germain-en-Laye — Village d'Hennemont | (Circulaire) Gare de Saint-Germain-en-Laye ⥋ via Saint-Germain-en-Laye — Village d'Hennemont | (Circulaire) Gare de Saint-Germain-en-Laye ⥋ via Saint-Germain-en-Laye — Village d'Hennemont | (Circulaire) Gare de Saint-Germain-en-Laye ⥋ via Saint-Germain-en-Laye — Village d'Hennemont | (Circulaire) Gare de Saint-Germain-en-Laye ⥋ via Saint-Germain-en-Laye — Village d'Hennemont | (Circulaire) Gare de Saint-Germain-en-Laye ⥋ via Saint-Germain-en-Laye — Village d'Hennemont | (Circulaire) Gare de Saint-Germain-en-Laye ⥋ via Saint-Germain-en-Laye — Village d'Hennemont |
| R2S   | Ouverture / Fermeture 30 août 2010 / — | Longueur 9,25 km                                                                             | Durée 15-45 min                                                                              | Nb. d’arrêts 23                                                                              | Matériel Citaro C2 GX 337 Citaro Facelift                                                    | Jours de fonctionnement L, Ma, Me, J, V, S, D                                                | Jour / Soir / Nuit / Fêtes O / N / N / O                                                     | Voy. / an —                                                                                  | Dépôt Montesson                                                                              |
| R2S   | Desserte : - Villes et lieux desservis : Saint-Germain-en-Laye et Fourqueux - Gares desservies : Saint-Germain-en-Laye et Lisière Pereire |                                                                                              |                                                                                              |                                                                                              |                                                                                              |                                                                                              |                                                                                              |                                                                                              |                                                                                              |
| R2S   | Autre : - Zone traversée : 4 - Arrêts non accessibles aux UFR : — - Amplitudes horaires : La ligne est en service du lundi au vendredi de 5 h 20 à 22 h 30, le samedi de 5 h 30 à 22 h 20 ainsi que le dimanche et les jours fériés de 7 h 40 à 21 h 10. - Date de dernière mise à jour : 26 juin 2022. |                                                                                              |                                                                                              |                                                                                              |                                                                                              |                                                                                              |                                                                                              |                                                                                              |                                                                                              |
| R2S   | Dernière actualisation : — |                                                                                              |                                                                                              |                                                                                              |                                                                                              |                                                                                              |                                                                                              |                                                                                              |                                                                                              |
| R3N   | (Circulaire) Gare de Saint-Germain-en-Laye ⥋ via Saint-Germain-en-Laye — 4 Chemins | (Circulaire) Gare de Saint-Germain-en-Laye ⥋ via Saint-Germain-en-Laye — 4 Chemins           | (Circulaire) Gare de Saint-Germain-en-Laye ⥋ via Saint-Germain-en-Laye — 4 Chemins           | (Circulaire) Gare de Saint-Germain-en-Laye ⥋ via Saint-Germain-en-Laye — 4 Chemins           | (Circulaire) Gare de Saint-Germain-en-Laye ⥋ via Saint-Germain-en-Laye — 4 Chemins           | (Circulaire) Gare de Saint-Germain-en-Laye ⥋ via Saint-Germain-en-Laye — 4 Chemins           | (Circulaire) Gare de Saint-Germain-en-Laye ⥋ via Saint-Germain-en-Laye — 4 Chemins           | (Circulaire) Gare de Saint-Germain-en-Laye ⥋ via Saint-Germain-en-Laye — 4 Chemins           | (Circulaire) Gare de Saint-Germain-en-Laye ⥋ via Saint-Germain-en-Laye — 4 Chemins           |
| R3N   | Ouverture / Fermeture 30 août 2010 / — | Longueur 6,40 km                                                                             | Durée 25-30 min                                                                              | Nb. d’arrêts 17                                                                              | Matériel Citaro C2 GX 337 Citaro Facelift                                                    | Jours de fonctionnement L, Ma, Me, J, V, S                                                   | Jour / Soir / Nuit / Fêtes O / N / N / N                                                     | Voy. / an —                                                                                  | Dépôt Montesson                                                                              |
| R3N   | Desserte : - Ville et lieux desservis : Saint-Germain-en-Laye - Gare desservie : Saint-Germain-en-Laye |                                                                                              |                                                                                              |                                                                                              |                                                                                              |                                                                                              |                                                                                              |                                                                                              |                                                                                              |
| R3N   | Autre : - Zone traversée : 4 - Arrêts non accessibles aux UFR : — - Amplitudes horaires : La ligne est en service du lundi au vendredi de 6 h 15 à 21 h 10 et le samedi de 7 h à 21 h 25. - Date de dernière mise à jour : 26 juin 2022. |                                                                                              |                                                                                              |                                                                                              |                                                                                              |                                                                                              |                                                                                              |                                                                                              |                                                                                              |
| R3N   | Dernière actualisation : — |                                                                                              |                                                                                              |                                                                                              |                                                                                              |                                                                                              |                                                                                              |                                                                                              |                                                                                              |
| R3S   | (Circulaire) Gare de Saint-Germain-en-Laye ⥋ via Saint-Germain-en-Laye — 4 Chemins | (Circulaire) Gare de Saint-Germain-en-Laye ⥋ via Saint-Germain-en-Laye — 4 Chemins           | (Circulaire) Gare de Saint-Germain-en-Laye ⥋ via Saint-Germain-en-Laye — 4 Chemins           | (Circulaire) Gare de Saint-Germain-en-Laye ⥋ via Saint-Germain-en-Laye — 4 Chemins           | (Circulaire) Gare de Saint-Germain-en-Laye ⥋ via Saint-Germain-en-Laye — 4 Chemins           | (Circulaire) Gare de Saint-Germain-en-Laye ⥋ via Saint-Germain-en-Laye — 4 Chemins           | (Circulaire) Gare de Saint-Germain-en-Laye ⥋ via Saint-Germain-en-Laye — 4 Chemins           | (Circulaire) Gare de Saint-Germain-en-Laye ⥋ via Saint-Germain-en-Laye — 4 Chemins           | (Circulaire) Gare de Saint-Germain-en-Laye ⥋ via Saint-Germain-en-Laye — 4 Chemins           |
| R3S   | Ouverture / Fermeture 30 août 2010 / — | Longueur 6,45 km                                                                             | Durée 25-30 min                                                                              | Nb. d’arrêts 18                                                                              | Matériel Citaro C2 GX 337 Citaro Facelift                                                    | Jours de fonctionnement L, Ma, Me, J, V, S, D                                                | Jour / Soir / Nuit / Fêtes O / N / N / O                                                     | Voy. / an —                                                                                  | Dépôt Montesson                                                                              |
| R3S   | Desserte : - Ville et lieux desservis : Saint-Germain-en-Laye - Gare desservie : Saint-Germain-en-Laye |                                                                                              |                                                                                              |                                                                                              |                                                                                              |                                                                                              |                                                                                              |                                                                                              |                                                                                              |
| R3S   | Autre : - Zone traversée : 4 - Arrêts non accessibles aux UFR : — - Amplitudes horaires : La ligne est en service du lundi au vendredi de 6 h à 20 h 45, le samedi de 6 h 30 à 20 h 55 ainsi que le dimanche et les jours fériés de 7 h 50 à 20 h 15. - Date de dernière mise à jour : 26 juin 2022. |                                                                                              |                                                                                              |                                                                                              |                                                                                              |                                                                                              |                                                                                              |                                                                                              |                                                                                              |
| R3S   | Dernière actualisation : — |                                                                                              |                                                                                              |                                                                                              |                                                                                              |                                                                                              |                                                                                              |                                                                                              |                                                                                              |
| R4    | Gare de Saint-Germain-en-Laye ⥋ Chambourcy — Collège | Gare de Saint-Germain-en-Laye ⥋ Chambourcy — Collège                                         | Gare de Saint-Germain-en-Laye ⥋ Chambourcy — Collège                                         | Gare de Saint-Germain-en-Laye ⥋ Chambourcy — Collège                                         | Gare de Saint-Germain-en-Laye ⥋ Chambourcy — Collège                                         | Gare de Saint-Germain-en-Laye ⥋ Chambourcy — Collège                                         | Gare de Saint-Germain-en-Laye ⥋ Chambourcy — Collège                                         | Gare de Saint-Germain-en-Laye ⥋ Chambourcy — Collège                                         | Gare de Saint-Germain-en-Laye ⥋ Chambourcy — Collège                                         |
| R4    | Ouverture / Fermeture 30 août 2010 / — | Longueur 10,70 km                                                                            | Durée 10-30 min                                                                              | Nb. d’arrêts 26                                                                              | Matériel Citaro C2 GX 337 Citaro Facelift                                                    | Jours de fonctionnement L, Ma, Me, J, V, S, D                                                | Jour / Soir / Nuit / Fêtes O / N / N / O                                                     | Voy. / an —                                                                                  | Dépôt Montesson                                                                              |
| R4    | Desserte : - Villes et lieux desservis : Saint-Germain-en-Laye et Chambourcy - Gares desservies : Saint-Germain-en-Laye |                                                                                              |                                                                                              |                                                                                              |                                                                                              |                                                                                              |                                                                                              |                                                                                              |                                                                                              |
| R4    | Autre : - Zones traversées : 4 et 5 - Arrêts non accessibles aux UFR : Grande Ceinture SNCF, Péreire, Croix Blanche, Mairie, Bois de la Ferme, Complexe sportif et de Joyenval à Rue de Feucherolles. - Amplitudes horaires : La ligne est en service du lundi au vendredi de 6 h à 22 h 10, le samedi de 6 h 30 à 20 h 50 ainsi que le dimanche et les jours fériés de 8 h à 21 h 20. - Particularités : - Les arrêts Village d'Hennemont, Lycée de Vinci et Nicot sont desservis du lundi au vendredi aux heures d'entrée et de sortie des établissements ; - La ligne ne dessert plus la ville d'Aigremont à la suite de l'arrivée du TAD 78 - Date de dernière mise à jour : 29 août 2022. |                                                                                              |                                                                                              |                                                                                              |                                                                                              |                                                                                              |                                                                                              |                                                                                              |                                                                                              |
| R4    | Dernière actualisation : — |                                                                                              |                                                                                              |                                                                                              |                                                                                              |                                                                                              |                                                                                              |                                                                                              |                                                                                              |
| R5    | Gare de Saint-Germain-en-Laye ⥋ Fourqueux — Clos Badère | Gare de Saint-Germain-en-Laye ⥋ Fourqueux — Clos Badère                                      | Gare de Saint-Germain-en-Laye ⥋ Fourqueux — Clos Badère                                      | Gare de Saint-Germain-en-Laye ⥋ Fourqueux — Clos Badère                                      | Gare de Saint-Germain-en-Laye ⥋ Fourqueux — Clos Badère                                      | Gare de Saint-Germain-en-Laye ⥋ Fourqueux — Clos Badère                                      | Gare de Saint-Germain-en-Laye ⥋ Fourqueux — Clos Badère                                      | Gare de Saint-Germain-en-Laye ⥋ Fourqueux — Clos Badère                                      | Gare de Saint-Germain-en-Laye ⥋ Fourqueux — Clos Badère                                      |
| R5    | Ouverture / Fermeture 30 août 2010 / — | Longueur 11 km                                                                               | Durée 25-35 min                                                                              | Nb. d’arrêts 25                                                                              | Matériel Citaro C2 GX 337 Citaro Facelift                                                    | Jours de fonctionnement L, Ma, Me, J, V, S                                                   | Jour / Soir / Nuit / Fêtes O / N / N / N                                                     | Voy. / an —                                                                                  | Dépôt Montesson                                                                              |
| R5    | Desserte : - Villes et lieux desservis : Saint-Germain-en-Laye, Mareil-Marly et Fourqueux - Gare desservie : Saint-Germain-en-Laye et Mareil-Marly |                                                                                              |                                                                                              |                                                                                              |                                                                                              |                                                                                              |                                                                                              |                                                                                              |                                                                                              |
| R5    | Autre : - Zones traversées : 4 et 5 - Arrêts non accessibles aux UFR : — - Amplitudes horaires : La ligne est en service du lundi au vendredi de 6 h 25 à 20 h 55 et le samedi de 7 h 50 à 14 h 40. - Date de dernière mise à jour : 26 juin 2022. |                                                                                              |                                                                                              |                                                                                              |                                                                                              |                                                                                              |                                                                                              |                                                                                              |                                                                                              |
| R5    | Dernière actualisation : — |                                                                                              |                                                                                              |                                                                                              |                                                                                              |                                                                                              |                                                                                              |                                                                                              |                                                                                              |

### Lignes 1 à 9
| Ligne | Caractéristiques | Caractéristiques                                                               | Caractéristiques                                                               | Caractéristiques                                                               | Caractéristiques                                                               | Caractéristiques                                                               | Caractéristiques                                                               | Caractéristiques                                                               | Caractéristiques                                                               |
| 1     | Express 1 | Express 1                                                                      | Express 1                                                                      | Express 1                                                                      | Express 1                                                                      | Express 1                                                                      | Express 1                                                                      | Express 1                                                                      | Express 1                                                                      |
| 1     | Gare de Saint-Germain-en-Laye ⥋ Versailles-Chantiers — Gare routière | Gare de Saint-Germain-en-Laye ⥋ Versailles-Chantiers — Gare routière           | Gare de Saint-Germain-en-Laye ⥋ Versailles-Chantiers — Gare routière           | Gare de Saint-Germain-en-Laye ⥋ Versailles-Chantiers — Gare routière           | Gare de Saint-Germain-en-Laye ⥋ Versailles-Chantiers — Gare routière           | Gare de Saint-Germain-en-Laye ⥋ Versailles-Chantiers — Gare routière           | Gare de Saint-Germain-en-Laye ⥋ Versailles-Chantiers — Gare routière           | Gare de Saint-Germain-en-Laye ⥋ Versailles-Chantiers — Gare routière           | Gare de Saint-Germain-en-Laye ⥋ Versailles-Chantiers — Gare routière           |
| ----- | --- | ------------------------------------------------------------------------------ | ------------------------------------------------------------------------------ | ------------------------------------------------------------------------------ | ------------------------------------------------------------------------------ | ------------------------------------------------------------------------------ | ------------------------------------------------------------------------------ | ------------------------------------------------------------------------------ | ------------------------------------------------------------------------------ |
| 1     | Ouverture / Fermeture — / — | Longueur —                                                                     | Durée 40-60 min                                                                | Nb. d’arrêts 39                                                                | Matériel Citaro Facelift Citaro C2 Citaro G C2                                 | Jours de fonctionnement L, Ma, Me, J, V, S, D                                  | Jour / Soir / Nuit / Fêtes O / N / N / O                                       | Voy. / an —                                                                    | Dépôt Montesson                                                                |
| 1     | Desserte : - Villes et lieux desservis : Saint-Germain-en-Laye, Le Port-Marly, Marly-le-Roi, Louveciennes, Le Chesnay-Rocquencourt et Versailles - Gares desservies : Saint-Germain-en-Laye, Marly-le-Roi, Versailles-Château-Rive-Gauche et Versailles-Chantiers |                                                                                |                                                                                |                                                                                |                                                                                |                                                                                |                                                                                |                                                                                |                                                                                |
| 1     | Autre : - Zone traversée : 4 - Arrêts non accessibles aux UFR : — - Amplitudes horaires : La ligne fonctionne du lundi au vendredi de 5 h 30 à 21 h 50, le samedi de 6 h à 21 h 40 et les dimanches et fêtes de 8 h 15 à 20 h. - Particularités : Il existe des services entre Versailles-Chantiers et Saint-Germain-en-Laye — Lycée International du lundi au vendredi en période scolaire aux heures d'entrée et de sortie de l'établissement. - Date de dernière mise à jour : 3 juillet 2022. |                                                                                |                                                                                |                                                                                |                                                                                |                                                                                |                                                                                |                                                                                |                                                                                |
| 1     | Dernière actualisation : — |                                                                                |                                                                                |                                                                                |                                                                                |                                                                                |                                                                                |                                                                                |                                                                                |
| 8     | Gare de Poissy ⥋ Chambourcy — Châtaigneraie | Gare de Poissy ⥋ Chambourcy — Châtaigneraie                                    | Gare de Poissy ⥋ Chambourcy — Châtaigneraie                                    | Gare de Poissy ⥋ Chambourcy — Châtaigneraie                                    | Gare de Poissy ⥋ Chambourcy — Châtaigneraie                                    | Gare de Poissy ⥋ Chambourcy — Châtaigneraie                                    | Gare de Poissy ⥋ Chambourcy — Châtaigneraie                                    | Gare de Poissy ⥋ Chambourcy — Châtaigneraie                                    | Gare de Poissy ⥋ Chambourcy — Châtaigneraie                                    |
| 8     | Ouverture / Fermeture — / — | Longueur —                                                                     | Durée 35-45 min                                                                | Nb. d’arrêts 16                                                                | Matériel Citaro Facelift Citaro C2                                             | Jours de fonctionnement L, Ma, Me, J, V, S, D                                  | Jour / Soir / Nuit / Fêtes O / N / N / O                                       | Voy. / an —                                                                    | Dépôt —                                                                        |
| 8     | Desserte : - Villes et lieux desservis : Poissy et Chambourcy - Gare desservie : Poissy |                                                                                |                                                                                |                                                                                |                                                                                |                                                                                |                                                                                |                                                                                |                                                                                |
| 8     | Autre : - Zone traversée : 5 - Arrêts non accessibles aux UFR : — - Amplitudes horaires : La ligne fonctionne du lundi au vendredi de 5 h 55 à 21 h 10, le samedi de 6 h 45 à 20 h 40 et les dimanches et fêtes de 7 h 40 à 19 h 40. - Date de dernière mise à jour : 9 février 2024. |                                                                                |                                                                                |                                                                                |                                                                                |                                                                                |                                                                                |                                                                                |                                                                                |
| 8     | Dernière actualisation : — |                                                                                |                                                                                |                                                                                |                                                                                |                                                                                |                                                                                |                                                                                |                                                                                |
| 9     | (Circulaire) Marly-le-Roi — Gare SNCF ⥋ via les Bas-Picards et Clos des Épines | (Circulaire) Marly-le-Roi — Gare SNCF ⥋ via les Bas-Picards et Clos des Épines | (Circulaire) Marly-le-Roi — Gare SNCF ⥋ via les Bas-Picards et Clos des Épines | (Circulaire) Marly-le-Roi — Gare SNCF ⥋ via les Bas-Picards et Clos des Épines | (Circulaire) Marly-le-Roi — Gare SNCF ⥋ via les Bas-Picards et Clos des Épines | (Circulaire) Marly-le-Roi — Gare SNCF ⥋ via les Bas-Picards et Clos des Épines | (Circulaire) Marly-le-Roi — Gare SNCF ⥋ via les Bas-Picards et Clos des Épines | (Circulaire) Marly-le-Roi — Gare SNCF ⥋ via les Bas-Picards et Clos des Épines | (Circulaire) Marly-le-Roi — Gare SNCF ⥋ via les Bas-Picards et Clos des Épines |
| 9     | Ouverture / Fermeture 28 août 2023 / — | Longueur —                                                                     | Durée 16 min                                                                   | Nb. d’arrêts 12 (15)                                                           | Matériel GX 137                                                                | Jours de fonctionnement L, Ma, Me, J, V, S                                     | Jour / Soir / Nuit / Fêtes O / N / N / N                                       | Voy. / an —                                                                    | Dépôt Montesson                                                                |
| 9     | Desserte : - Ville et lieux desservis : Marly-le-Roi (Piscine, Collège Louis Lumière, Cimetière) - Gare desservie : Marly-le-Roi |                                                                                |                                                                                |                                                                                |                                                                                |                                                                                |                                                                                |                                                                                |                                                                                |
| 9     | Autre : - Zone traversée : 4 - Arrêts non accessibles aux UFR : — - Amplitudes horaires : La ligne est en service du lundi au vendredi de 6 h 20 à 20 h 20 et le samedi de 6 h 20 à 20 h 5. - Particularités : Le collège Louis Lumière et le cimetière ne sont desservis qu'à certains services. - Date de dernière mise à jour : 28 août 2023. |                                                                                |                                                                                |                                                                                |                                                                                |                                                                                |                                                                                |                                                                                |                                                                                |
| 9     | Dernière actualisation : — |                                                                                |                                                                                |                                                                                |                                                                                |                                                                                |                                                                                |                                                                                |                                                                                |

### Lignes 10 à 19
| Ligne | Caractéristiques | Caractéristiques                                                                                                   | Caractéristiques                                                                                                   | Caractéristiques                                                                                                   | Caractéristiques                                                                                                   | Caractéristiques                                                                                                   | Caractéristiques                                                                                                   | Caractéristiques                                                                                                   | Caractéristiques                                                                                                   |
| 10    | Gare de Saint-Germain-en-Laye — Rue Thiers ⥋ Marly-le-Roi — Mairie | Gare de Saint-Germain-en-Laye — Rue Thiers ⥋ Marly-le-Roi — Mairie                                                 | Gare de Saint-Germain-en-Laye — Rue Thiers ⥋ Marly-le-Roi — Mairie                                                 | Gare de Saint-Germain-en-Laye — Rue Thiers ⥋ Marly-le-Roi — Mairie                                                 | Gare de Saint-Germain-en-Laye — Rue Thiers ⥋ Marly-le-Roi — Mairie                                                 | Gare de Saint-Germain-en-Laye — Rue Thiers ⥋ Marly-le-Roi — Mairie                                                 | Gare de Saint-Germain-en-Laye — Rue Thiers ⥋ Marly-le-Roi — Mairie                                                 | Gare de Saint-Germain-en-Laye — Rue Thiers ⥋ Marly-le-Roi — Mairie                                                 | Gare de Saint-Germain-en-Laye — Rue Thiers ⥋ Marly-le-Roi — Mairie                                                 |
| ----- | --- | --- | --- | --- | --- | --- | --- | --- | --- |
| 10    | Ouverture / Fermeture — / — | Longueur — | Durée 15-20 min | Nb. d’arrêts 19 | Matériel Citaro G Facelift Citaro C2 GX 337 Citaro Facelift                                                        | Jours de fonctionnement L, Ma, Me, J, V, S, D                                                                      | Jour / Soir / Nuit / Fêtes O / N / N / O                                                                           | Voy. / an — | Dépôt Poissy |
| 10    | Desserte : - Villes et lieux desservis : Saint-Germain-en-Laye (château, théâtre Alexandre-Dumas, domaine national, lycée Jeanne-d'Albret, école Saint-Érembert, apothicairerie royale, lycée international, institut Notre-Dame), Le Port-Marly (château de Monte-Cristo, centre hospitalier privé de l'Europe), Marly-le-Roi (centre commercial Les Grandes Terres, gymnase Ramon, église Saint-Thibaut-de-Marly, police municipale, parc Jean-Witold, centre culturel Jean-Vilar, bibliothèque Pierre-Bourdan, conservatoire Roger-Bourdin, gymnase des Maigrets, piscine Franck-Esposito, internat d'excellence, cimetière, stade, gymnase et parc du Chenil, collège Louis-Lumière, lycée Louis-de-Broglie, domaine national de Marly-le-Roi, hôtel de ville, commissariat) - Gares desservies : Saint-Germain-en-Laye et Marly-le-Roi                                                       | | | | | | | | |
| 10    | Autre : - Zone traversée : 4 - Arrêts non accessibles aux UFR : Gare de Saint-Germain-en-Laye - Rue Thiers, Place Royale - Gambetta, Alexandre Bertrand, Lycée International, Gare de Marly-le-Roi - Parvis. - Amplitudes horaires : La ligne est en service du lundi au vendredi de 6 h 20 à 22 h 30, le samedi de 7 h 10 à 20 h 5 et les dimanches et fêtes de 7 h à 20 h 10. - Particularités : Une course en période scolaire le mercredi midi part du lycée international vers Marly-le-Roi, sans desservir le centre-ville de Saint-Germain-en-Laye. - Date de dernière mise à jour : 28 août 2023. | | | | | | | | |
| 10    | Dernière actualisation : — | | | | | | | | |
| 11    | Gare de Mareil-Marly ⥋ Gare de Marly-le-Roi | Gare de Mareil-Marly ⥋ Gare de Marly-le-Roi                                                                        | Gare de Mareil-Marly ⥋ Gare de Marly-le-Roi                                                                        | Gare de Mareil-Marly ⥋ Gare de Marly-le-Roi                                                                        | Gare de Mareil-Marly ⥋ Gare de Marly-le-Roi                                                                        | Gare de Mareil-Marly ⥋ Gare de Marly-le-Roi                                                                        | Gare de Mareil-Marly ⥋ Gare de Marly-le-Roi                                                                        | Gare de Mareil-Marly ⥋ Gare de Marly-le-Roi                                                                        | Gare de Mareil-Marly ⥋ Gare de Marly-le-Roi                                                                        |
| 11    | Ouverture / Fermeture 28 août 2023 / — | Longueur — | Durée 15 min | Nb. d’arrêts 12 | Matériel — | Jours de fonctionnement L, Ma, Me, J, V, S                                                                         | Jour / Soir / Nuit / Fêtes O / N / N / N                                                                           | Voy. / an — | Dépôt Montesson |
| 11    | Desserte : - Villes et lieux desservis : Mareil-Marly et Marly-le-Roi - Gares desservies : Mareil-Marly et Marly-le-Roi | | | | | | | | |
| 11    | Autre : - Zone traversée : 4 - Arrêts non accessibles aux UFR : - Amplitudes horaires : La ligne est en service du lundi au vendredi de 6 h 15 à 20 h 25 et le samedi seulement de 6 h 20 à 20 h 25. - Date de dernière mise à jour : 28 août 2023. | | | | | | | | |
| 11    | Dernière actualisation : — | | | | | | | | |
| 12    | (Circulaire) Gare de l'Étang - Les Sablons ⥋ via Marly-le-Roi | (Circulaire) Gare de l'Étang - Les Sablons ⥋ via Marly-le-Roi                                                      | (Circulaire) Gare de l'Étang - Les Sablons ⥋ via Marly-le-Roi                                                      | (Circulaire) Gare de l'Étang - Les Sablons ⥋ via Marly-le-Roi                                                      | (Circulaire) Gare de l'Étang - Les Sablons ⥋ via Marly-le-Roi                                                      | (Circulaire) Gare de l'Étang - Les Sablons ⥋ via Marly-le-Roi                                                      | (Circulaire) Gare de l'Étang - Les Sablons ⥋ via Marly-le-Roi                                                      | (Circulaire) Gare de l'Étang - Les Sablons ⥋ via Marly-le-Roi                                                      | (Circulaire) Gare de l'Étang - Les Sablons ⥋ via Marly-le-Roi                                                      |
| 12    | Ouverture / Fermeture 28 août 2023 / — | Longueur — | Durée 20 min | Nb. d’arrêts 13 | Matériel — | Jours de fonctionnement L, Ma, Me, J, V, S                                                                         | Jour / Soir / Nuit / Fêtes O / N / N / N                                                                           | Voy. / an — | Dépôt Montesson |
| 12    | Desserte : - Villes et lieux desservis : L'Étang-la-Ville et Marly-le-Roi - Gares desservies : L'Étang - Les Sablons et L'Étang-la-Ville | | | | | | | | |
| 12    | Autre : - Zone traversée : 4 - Arrêts non accessibles aux UFR : - Amplitudes horaires : La ligne est en service du lundi au samedi de 7 h à 19 h 20 environ. - Date de dernière mise à jour : 28 août 2023. | | | | | | | | |
| 12    | Dernière actualisation : — | | | | | | | | |
| 15    | Gare de Saint-Germain-en-Laye - Rue Thiers ⥋ L'Étang-la-Ville — Gare de Saint-Nom-la-Bretèche - Petit Parc Bignon | Gare de Saint-Germain-en-Laye - Rue Thiers ⥋ L'Étang-la-Ville — Gare de Saint-Nom-la-Bretèche - Petit Parc Bignon  | Gare de Saint-Germain-en-Laye - Rue Thiers ⥋ L'Étang-la-Ville — Gare de Saint-Nom-la-Bretèche - Petit Parc Bignon  | Gare de Saint-Germain-en-Laye - Rue Thiers ⥋ L'Étang-la-Ville — Gare de Saint-Nom-la-Bretèche - Petit Parc Bignon  | Gare de Saint-Germain-en-Laye - Rue Thiers ⥋ L'Étang-la-Ville — Gare de Saint-Nom-la-Bretèche - Petit Parc Bignon  | Gare de Saint-Germain-en-Laye - Rue Thiers ⥋ L'Étang-la-Ville — Gare de Saint-Nom-la-Bretèche - Petit Parc Bignon  | Gare de Saint-Germain-en-Laye - Rue Thiers ⥋ L'Étang-la-Ville — Gare de Saint-Nom-la-Bretèche - Petit Parc Bignon  | Gare de Saint-Germain-en-Laye - Rue Thiers ⥋ L'Étang-la-Ville — Gare de Saint-Nom-la-Bretèche - Petit Parc Bignon  | Gare de Saint-Germain-en-Laye - Rue Thiers ⥋ L'Étang-la-Ville — Gare de Saint-Nom-la-Bretèche - Petit Parc Bignon  |
| 15    | Ouverture / Fermeture — / — | Longueur — | Durée — | Nb. d’arrêts — | Matériel Citaro C2 GX 337 Citaro Facelift                                                                          | Jours de fonctionnement —                                                                                          | Jour / Soir / Nuit / Fêtes — / — / — / —                                                                           | Voy. / an — | Dépôt — |
| 15    | Desserte : — | | | | | | | | |
| 15    | Autre : | | | | | | | | |
| 15    | Dernière actualisation : — | | | | | | | | |
| 15sco | L'Étang-la-Ville — Gare de Saint-Nom-la-Bretèche - Petit Parc Bignon ⥋ Saint-Germain-en-Laye — Lycée International | L'Étang-la-Ville — Gare de Saint-Nom-la-Bretèche - Petit Parc Bignon ⥋ Saint-Germain-en-Laye — Lycée International | L'Étang-la-Ville — Gare de Saint-Nom-la-Bretèche - Petit Parc Bignon ⥋ Saint-Germain-en-Laye — Lycée International | L'Étang-la-Ville — Gare de Saint-Nom-la-Bretèche - Petit Parc Bignon ⥋ Saint-Germain-en-Laye — Lycée International | L'Étang-la-Ville — Gare de Saint-Nom-la-Bretèche - Petit Parc Bignon ⥋ Saint-Germain-en-Laye — Lycée International | L'Étang-la-Ville — Gare de Saint-Nom-la-Bretèche - Petit Parc Bignon ⥋ Saint-Germain-en-Laye — Lycée International | L'Étang-la-Ville — Gare de Saint-Nom-la-Bretèche - Petit Parc Bignon ⥋ Saint-Germain-en-Laye — Lycée International | L'Étang-la-Ville — Gare de Saint-Nom-la-Bretèche - Petit Parc Bignon ⥋ Saint-Germain-en-Laye — Lycée International | L'Étang-la-Ville — Gare de Saint-Nom-la-Bretèche - Petit Parc Bignon ⥋ Saint-Germain-en-Laye — Lycée International |
| 15sco | Ouverture / Fermeture — / — | Longueur — | Durée — | Nb. d’arrêts — | Matériel — | Jours de fonctionnement L, Ma, Me, J, V                                                                            | Jour / Soir / Nuit / Fêtes O / N / N / N                                                                           | Voy. / an — | Dépôt Montesson |
| 15sco | Desserte : - Villes et lieux desservis : L'Étang-la-Ville (forêt de Marly, mairie), Marly-le-Roi, Le Pecq, Saint-Germain-en-Laye (lycée Jeanne-d'Albret, théâtre Alexandre-Dumas, château, domaine national, école Saint-Érembert, apothicairerie royale, lycée Léonard-de-Vinci, collège Les Hauts Grillets, lycée international, institut Notre-Dame) - Gares et stations desservies : Saint-Germain-en-Laye, L'Étang-la-Ville (depuis l'arrêt Mairie de l'Étang-la-Ville), L'Étang - Les Sablons (depuis l'arrêt Mairie de l'Étang-la-Ville), Saint-Nom-la-Bretèche - Forêt de Marly | | | | | | | | |
| 15sco | Autre : - Zones traversées : 4 et 5 - Arrêts non accessibles aux UFR : De Gare de Saint-Nom-la-Bretèche - Petit Parc Brignon à Prés Jumelles, Professeur Roux (vers L'Étang-la-Ville), Alexandre Bertrand, Place Royale - Gambetta, Gare de Saint-Germain-en-Laye - Rue Thiers, Trois Quignons, Lycée International - Amplitudes horaires : La ligne est en service du lundi au vendredi en période scolaire à raison de trois courses aller, puis d'une course retour le mercredi midi et d'un autre l'après-midi, ou de trois les autres jours l'après midi. - Particularités : - Un aller et deux retours l'après-midi, sauf le mercredi, partent de ou arrivent à Nicot. - La desserte du centre-ville de Saint-Germain-en-Laye est observée lors du retour du mercredi midi. - Un retour l'après-midi part de l'arrêt Lycée Léonard de Vinci. - Date de dernière mise à jour : 21 juin 2023. | | | | | | | | |
| 15sco | Dernière actualisation : — | | | | | | | | |
| 18S   | Marly-le-Roi — Glaxo Rougemonts (retour) ou Louveciennes — Les Demeures (aller) ⥋ Le Pecq — Jean Moulin | Marly-le-Roi — Glaxo Rougemonts (retour) ou Louveciennes — Les Demeures (aller) ⥋ Le Pecq — Jean Moulin            | Marly-le-Roi — Glaxo Rougemonts (retour) ou Louveciennes — Les Demeures (aller) ⥋ Le Pecq — Jean Moulin            | Marly-le-Roi — Glaxo Rougemonts (retour) ou Louveciennes — Les Demeures (aller) ⥋ Le Pecq — Jean Moulin            | Marly-le-Roi — Glaxo Rougemonts (retour) ou Louveciennes — Les Demeures (aller) ⥋ Le Pecq — Jean Moulin            | Marly-le-Roi — Glaxo Rougemonts (retour) ou Louveciennes — Les Demeures (aller) ⥋ Le Pecq — Jean Moulin            | Marly-le-Roi — Glaxo Rougemonts (retour) ou Louveciennes — Les Demeures (aller) ⥋ Le Pecq — Jean Moulin            | Marly-le-Roi — Glaxo Rougemonts (retour) ou Louveciennes — Les Demeures (aller) ⥋ Le Pecq — Jean Moulin            | Marly-le-Roi — Glaxo Rougemonts (retour) ou Louveciennes — Les Demeures (aller) ⥋ Le Pecq — Jean Moulin            |
| 18S   | Ouverture / Fermeture — / — | Longueur — | Durée 10-20 min | Nb. d’arrêts 11 | Matériel Citaro C2 GX 337 Citaro Facelift                                                                          | Jours de fonctionnement L, Ma, Me, J, V                                                                            | Jour / Soir / Nuit / Fêtes O / N / N / N                                                                           | Voy. / an — | Dépôt Montesson |
| 18S   | Desserte : - Villes et lieux desservis : Louveciennes, Le Port-Marly (cimetière, église Saint-Louis), Marly-le-Roi et Le Pecq (collège et gymnase Jean-Moulin) | | | | | | | | |
| 18S   | Autre : - Zone traversée : 4 - Arrêts non accessibles aux UFR : Glaxo Rougemonts, Bois Joly, Corbellerie, Route de Versailles, La Source, Ancienne Mairie (vers Le Pecq) - Amplitudes horaires : La ligne est en service du lundi au vendredi en période scolaire à raison de deux allers le matin et d'un retour le mercredi midi, ou l'après midi les autres jours. - Date de dernière mise à jour : 20 juin 2023. | | | | | | | | |
| 18S   | Dernière actualisation : — | | | | | | | | |

### Lignes 20 à 29
| Ligne | Caractéristiques | Caractéristiques                                         | Caractéristiques                                         | Caractéristiques                                         | Caractéristiques                                         | Caractéristiques                                         | Caractéristiques                                         | Caractéristiques                                         | Caractéristiques                                         |
| 21    | Gare du Vésinet - Le Pecq ⥋ Gare de Marly-le-Roi — Bèque | Gare du Vésinet - Le Pecq ⥋ Gare de Marly-le-Roi — Bèque | Gare du Vésinet - Le Pecq ⥋ Gare de Marly-le-Roi — Bèque | Gare du Vésinet - Le Pecq ⥋ Gare de Marly-le-Roi — Bèque | Gare du Vésinet - Le Pecq ⥋ Gare de Marly-le-Roi — Bèque | Gare du Vésinet - Le Pecq ⥋ Gare de Marly-le-Roi — Bèque | Gare du Vésinet - Le Pecq ⥋ Gare de Marly-le-Roi — Bèque | Gare du Vésinet - Le Pecq ⥋ Gare de Marly-le-Roi — Bèque | Gare du Vésinet - Le Pecq ⥋ Gare de Marly-le-Roi — Bèque |
| ----- | --- | -------------------------------------------------------- | -------------------------------------------------------- | -------------------------------------------------------- | -------------------------------------------------------- | -------------------------------------------------------- | -------------------------------------------------------- | -------------------------------------------------------- | -------------------------------------------------------- |
| 21    | Ouverture / Fermeture — / — | Longueur —                                               | Durée 15-30 min                                          | Nb. d’arrêts 18                                          | Matériel Citaro C2 GX 337 Citaro Facelift                | Jours de fonctionnement L, Ma, Me, J, V, S, D            | Jour / Soir / Nuit / Fêtes O / N / N / O                 | Voy. / an —                                              | Dépôt Montesson                                          |
| 21    | Desserte : - Villes et lieux desservis : Le Vésinet, Le Pecq (Collège Pierre et marie Curie, Mairie, Square Saint-Germain, Square des Aubades, Square des Sablons) et Marly-le-Roi - Gares desservies : Le Vésinet - Le Pecq et Marly-le-Roi |                                                          |                                                          |                                                          |                                                          |                                                          |                                                          |                                                          |                                                          |
| 21    | Autre : - Zone traversée : 4 - Arrêt non accessibles aux UFR : Aucun - Amplitudes horaires : La ligne est en service du lundi au vendredi de 6 h 10 à 21 h 20, le samedi de 7 h 30 à 13 h 20 puis de 16 h à 20 h 50 et le dimanche et jours fériés de 8 h à 19 h 45. - Particularités : L'arrêt Ermitage - Pont n'est pas desservi en semaine aux heures de pointe. - Date de dernière mise à jour : 23 septembre 2019. |                                                          |                                                          |                                                          |                                                          |                                                          |                                                          |                                                          |                                                          |
| 21    | Dernière actualisation : — |                                                          |                                                          |                                                          |                                                          |                                                          |                                                          |                                                          |                                                          |
| 21S   | Le Pecq — Rue de Seine ⥋ Le Pecq — Félix Éboué | Le Pecq — Rue de Seine ⥋ Le Pecq — Félix Éboué           | Le Pecq — Rue de Seine ⥋ Le Pecq — Félix Éboué           | Le Pecq — Rue de Seine ⥋ Le Pecq — Félix Éboué           | Le Pecq — Rue de Seine ⥋ Le Pecq — Félix Éboué           | Le Pecq — Rue de Seine ⥋ Le Pecq — Félix Éboué           | Le Pecq — Rue de Seine ⥋ Le Pecq — Félix Éboué           | Le Pecq — Rue de Seine ⥋ Le Pecq — Félix Éboué           | Le Pecq — Rue de Seine ⥋ Le Pecq — Félix Éboué           |
| 21S   | Ouverture / Fermeture 2 septembre 2019 / — | Longueur —                                               | Durée 10-15 min                                          | Nb. d’arrêts 4                                           | Matériel Citaro C2 GX 337 Citaro Facelift                | Jours de fonctionnement L, Ma, J, V                      | Jour / Soir / Nuit / Fêtes O / N / N / O                 | Voy. / an —                                              | Dépôt Montesson                                          |
| 21S   | Desserte : - Ville et lieux desservis : Le Pecq |                                                          |                                                          |                                                          |                                                          |                                                          |                                                          |                                                          |                                                          |
| 21S   | Autre : - Zone traversée : 4 - Arrêts non accessibles aux UFR : Alain et Félix Éboué - Amplitudes horaires : La ligne est en service le lundi, mardi, jeudi et vendredi de 8 h 10 à 8 h 20 puis de 16 h 45 à 17 h. - Date de dernière mise à jour : 23 septembre 2019. |                                                          |                                                          |                                                          |                                                          |                                                          |                                                          |                                                          |                                                          |
| 21S   | Dernière actualisation : — |                                                          |                                                          |                                                          |                                                          |                                                          |                                                          |                                                          |                                                          |

### Lignes 70 à 79
| Ligne | Caractéristiques | Caractéristiques                                           | Caractéristiques                                           | Caractéristiques                                           | Caractéristiques                                                                                    | Caractéristiques                                           | Caractéristiques                                           | Caractéristiques                                           | Caractéristiques                                           |
| 78    | (Circulaire) Chambourcy — Collège André Derain ⥋ Aigremont | (Circulaire) Chambourcy — Collège André Derain ⥋ Aigremont | (Circulaire) Chambourcy — Collège André Derain ⥋ Aigremont | (Circulaire) Chambourcy — Collège André Derain ⥋ Aigremont | (Circulaire) Chambourcy — Collège André Derain ⥋ Aigremont                                          | (Circulaire) Chambourcy — Collège André Derain ⥋ Aigremont | (Circulaire) Chambourcy — Collège André Derain ⥋ Aigremont | (Circulaire) Chambourcy — Collège André Derain ⥋ Aigremont | (Circulaire) Chambourcy — Collège André Derain ⥋ Aigremont |
| ----- | --- | ---------------------------------------------------------- | ---------------------------------------------------------- | ---------------------------------------------------------- | --------------------------------------------------------------------------------------------------- | ---------------------------------------------------------- | ---------------------------------------------------------- | ---------------------------------------------------------- | ---------------------------------------------------------- |
| 78    | Ouverture / Fermeture 29 août 2022 / — | Longueur —                                                 | Durée 8 min                                                | Nb. d’arrêts 6                                             | Matériel Sprinter City 45 et pour les services réguliers GX337 hybride , Citaro C2 , Citaro Facelit | Jours de fonctionnement L, Ma, Me, J, V, S, D              | Jour / Soir / Nuit / Fêtes O / N / N / N                   | Voy. / an —                                                | Dépôt Chambourcy                                           |
| 78    | Desserte : - Villes et lieux desservis : Aigremont et Chambourcy - Gare desservie : Aucune. |                                                            |                                                            |                                                            | |                                                            |                                                            |                                                            |                                                            |
| 78    | Autre : - Zone traversée : 5 - Arrêt non accessibles aux UFR : NC - Amplitudes horaires : La ligne fonctionne sur réservation du lundi au vendredi de 6 h 35 à 21 h 20, le samedi à raison de cinq départs et le dimanche à raison de 4 départs. - Particularités : Du lundi au vendredi, quatre départs sont assurés sans réservation. - Date de dernière mise à jour : 9 février 2024. |                                                            |                                                            |                                                            | |                                                            |                                                            |                                                            |                                                            |
| 78    | Dernière actualisation : — |                                                            |                                                            |                                                            | |                                                            |                                                            |                                                            |                                                            |

### Express A14
| Ligne | Caractéristiques | Caractéristiques                                             | Caractéristiques                                             | Caractéristiques                                             | Caractéristiques                                             | Caractéristiques                                             | Caractéristiques                                             | Caractéristiques                                             | Caractéristiques                                             |
| 14C   | A14 Chambourcy | A14 Chambourcy                                               | A14 Chambourcy                                               | A14 Chambourcy                                               | A14 Chambourcy                                               | A14 Chambourcy                                               | A14 Chambourcy                                               | A14 Chambourcy                                               | A14 Chambourcy                                               |
| 14C   | Chambourcy — Renaissance ⥋ La Défense — Terminal Jules-Verne | Chambourcy — Renaissance ⥋ La Défense — Terminal Jules-Verne | Chambourcy — Renaissance ⥋ La Défense — Terminal Jules-Verne | Chambourcy — Renaissance ⥋ La Défense — Terminal Jules-Verne | Chambourcy — Renaissance ⥋ La Défense — Terminal Jules-Verne | Chambourcy — Renaissance ⥋ La Défense — Terminal Jules-Verne | Chambourcy — Renaissance ⥋ La Défense — Terminal Jules-Verne | Chambourcy — Renaissance ⥋ La Défense — Terminal Jules-Verne | Chambourcy — Renaissance ⥋ La Défense — Terminal Jules-Verne |
| ----- | --- | ------------------------------------------------------------ | ------------------------------------------------------------ | ------------------------------------------------------------ | ------------------------------------------------------------ | ------------------------------------------------------------ | ------------------------------------------------------------ | ------------------------------------------------------------ | ------------------------------------------------------------ |
| 14C   | Ouverture / Fermeture 7 janvier 2019 / — | Longueur —                                                   | Durée 30 min                                                 | Nb. d’arrêts 3                                               | Matériel —                                                   | Jours de fonctionnement L, Ma, Me, J, V                      | Jour / Soir / Nuit / Fêtes O / N / N / N                     | Voy. / an —                                                  | Dépôt Chambourcy                                             |
| 14C   | Desserte : - Ville et lieux desservis : Chambourcy et Courbevoie - Gare desservie : La Défense et La Défense (métro de Paris) |                                                              |                                                              |                                                              |                                                              |                                                              |                                                              |                                                              |                                                              |
| 14C   | Autre : - Zones traversées : 3 et 5 - Arrêts non accessibles aux UFR : — - Amplitudes horaires : La ligne fonctionne du lundi au vendredi de 7 h à 8 h 30 puis de 18 h à 19 h 30 à raison de 2 aller le matins et de 2 retours le soir. - Date de dernière mise à jour : 9 février 2024. |                                                              |                                                              |                                                              |                                                              |                                                              |                                                              |                                                              |                                                              |
| 14C   | Dernière actualisation : — |                                                              |                                                              |                                                              |                                                              |                                                              |                                                              |                                                              |                                                              |

### Bus de soirée
| Ligne  | Caractéristiques | Caractéristiques                                                                         | Caractéristiques                                                                         | Caractéristiques                                                                         | Caractéristiques                                                                         | Caractéristiques                                                                         | Caractéristiques                                                                         | Caractéristiques                                                                         | Caractéristiques                                                                         |
| Soirée | Soirée Saint-Germain-en-Laye | Soirée Saint-Germain-en-Laye                                                             | Soirée Saint-Germain-en-Laye                                                             | Soirée Saint-Germain-en-Laye                                                             | Soirée Saint-Germain-en-Laye                                                             | Soirée Saint-Germain-en-Laye                                                             | Soirée Saint-Germain-en-Laye                                                             | Soirée Saint-Germain-en-Laye                                                             | Soirée Saint-Germain-en-Laye                                                             |
| Soirée | (Circulaire) Gare de Saint-Germain-en-Laye ⥋ Desserte de Saint-Germain-en-Laye en soirée | (Circulaire) Gare de Saint-Germain-en-Laye ⥋ Desserte de Saint-Germain-en-Laye en soirée | (Circulaire) Gare de Saint-Germain-en-Laye ⥋ Desserte de Saint-Germain-en-Laye en soirée | (Circulaire) Gare de Saint-Germain-en-Laye ⥋ Desserte de Saint-Germain-en-Laye en soirée | (Circulaire) Gare de Saint-Germain-en-Laye ⥋ Desserte de Saint-Germain-en-Laye en soirée | (Circulaire) Gare de Saint-Germain-en-Laye ⥋ Desserte de Saint-Germain-en-Laye en soirée | (Circulaire) Gare de Saint-Germain-en-Laye ⥋ Desserte de Saint-Germain-en-Laye en soirée | (Circulaire) Gare de Saint-Germain-en-Laye ⥋ Desserte de Saint-Germain-en-Laye en soirée | (Circulaire) Gare de Saint-Germain-en-Laye ⥋ Desserte de Saint-Germain-en-Laye en soirée |
| ------ | --- | ---------------------------------------------------------------------------------------- | ---------------------------------------------------------------------------------------- | ---------------------------------------------------------------------------------------- | ---------------------------------------------------------------------------------------- | ---------------------------------------------------------------------------------------- | ---------------------------------------------------------------------------------------- | ---------------------------------------------------------------------------------------- | ---------------------------------------------------------------------------------------- |
| Soirée | Ouverture / Fermeture 1er août 2022 / — | Longueur —                                                                               | Durée —                                                                                  | Nb. d’arrêts 34                                                                          | Matériel GX 137                                                                          | Jours de fonctionnement L, Ma, Me, J, V, S                                               | Jour / Soir / Nuit / Fêtes N / O / N / N                                                 | Voy. / an —                                                                              | Étang la ville —                                                                         |
| Soirée | Desserte : - Ville et lieux desservis : Saint-Germain-en-Laye - Gare desservie : Saint-Germain-en-Laye |                                                                                          |                                                                                          |                                                                                          |                                                                                          |                                                                                          |                                                                                          |                                                                                          |                                                                                          |
| Soirée | Autre : - Zones traversées : 4,5 - Arrêts non accessibles aux UFR : — - Amplitudes horaires : La ligne fonctionne du lundi au samedi soir à raison de 21 h 55 à 0 h 30. - Substitution nocturne : Ce service remplace les lignes diurnes et dépose les voyageurs aux arrêts demandés, selon un itinéraire fixe. - Date de dernière mise à jour : 22 juillet 2022. |                                                                                          |                                                                                          |                                                                                          |                                                                                          |                                                                                          |                                                                                          |                                                                                          |                                                                                          |
| Soirée | Dernière actualisation : — |                                                                                          |                                                                                          |                                                                                          |                                                                                          |                                                                                          |                                                                                          |                                                                                          |                                                                                          |

## Gestion et exploitation

### Parc de véhicules

#### Dépôts
Les véhicules sont remisés sur la commune de Poissy. Les dépôts qui sont l’Etang la ville (anciennement entre seine et forêt),Montesson (anciennement Resalys en commun avec keolis boucle de seine) ont pour mission de stocker les différents véhicules, mais également d'assurer leur entretien préventif et curatif. L'entretien curatif ou correctif a lieu quand une panne ou un dysfonctionnement est signalé par un machiniste.

#### Détails du parc
Le réseau de bus de Saint-Germain Boucles de Seine dispose d'un parc d'autobus standards, articulés, midibus et minibus et de un car pour l’EX A14Chambourcy .

##### Bus articulés
| Constructeur  | Modèle            | Nombre d'unités | Numéros de coquille | Période de mise en service | Ligne(s) affectée(s) | Remarque(s) |
| ------------- | ----------------- | --------------- | ------------------- | -------------------------- | -------------------- | ----------- |
| Mercedes-Benz | Citaro G Facelift | 1               | 222001              | Août 2007                  | 10,EX1               | —           |
| Mercedes-Benz | Citaro G C2       | 2               | 222002-222003       | Août 2022                  | 10,EX1               | —           |

##### Bus standards
| Constructeur  | Modèle          | Nombre d'unités | Numéros de coquille                                                         | Période de mise en service          | Ligne(s) affectée(s)                  | Remarque(s) |
| ------------- | --------------- | --------------- | --------------------------------------------------------------------------- | ----------------------------------- | ------------------------------------- | ----------- |
| Mercedes-Benz | Citaro C2       | 26              | 221097-221107, 221114, 221118-221120, 221122-221124, 221126-221133          | Entre avril 2014 et mars 2021       | R1, R2, R3, R4, R5, 8, 10, 15, 21,EX1 | —           |
| Mercedes-Benz | Citaro Facelift | 18              | 221067, 221071-221076, 221078, 221080, 221083-221084, 221087-221092, 221096 | Entre août 2007 et juillet 2013     | R1, R2, R3, R4, R5, 8, 10, 15, 21,EX1 | —           |
| Heuliez Bus   | GX 327          | 1               | 07002                                                                       | Janvier 2007                        | —                                     | —           |
| Heuliez Bus   | GX 337 Hybrid   | 4               | 221109-221113, 221115-221116                                                | Entre juillet 2015 et novembre 2017 | R1, R2, R3, R4, R5, 8, 10, 15, 21,EX1 | —           |

##### Midibus
| Constructeur | Modèle | Nombre d'unités | Numéros de coquille | Période de mise en service | Ligne(s) affectée(s) | Remarque(s) |
| ------------ | ------ | --------------- | ------------------- | -------------------------- | -------------------- | ----------- |
| Heuliez Bus  | GX 137 | 1               | 223018              | juin 2018                  | 9,11,12              | —           |

##### Minibus
| Constructeur  | Modèle           | Nombre d'unités | Numéros de coquille | Période de mise en service | Ligne(s) affectée(s) | Remarque(s)            |
| ------------- | ---------------- | --------------- | ------------------- | -------------------------- | -------------------- | ---------------------- |
| Mercedes-Benz | Sprinter City 45 | 1               | 224001              | décembre 2020              | TàD                  | Ex Transdev Valmy 5092 |

### Tarification et fonctionnement
La tarification des lignes d'autobus d'Île-de-France est unifiée et accessible avec les mêmes abonnements. Un ticket « bus-tram », qui remplace le ticket t+ au 1er janvier 2025, permet un trajet simple quelle que soit la distance, avec une ou plusieurs correspondances possibles avec les autres lignes de bus et de tramway pendant une durée maximale de 1 h 30 entre la première et dernière validation. En revanche, un ticket validé dans un bus ne permet pas d'emprunter le métro, ni le Transilien et le RER. Les lignes Orlybus et Roissybus, assurant de façon directe les dessertes aéroportuaires via autoroute, disposent d'une tarification spécifique mais sont accessibles avec les abonnements habituels.
Les tarifs des billets et abonnements dont le montant est limité par décision politique ne couvrent pas les frais réels de transport. Le manque à gagner est compensé par l'autorité organisatrice, Île-de-France Mobilités, présidée depuis 2005 par le président du conseil régional d'Île-de-France et composé d'élus locaux. Elle définit les conditions générales d'exploitation ainsi que la durée et la fréquence des services. L'équilibre financier du fonctionnement est assuré par une dotation globale annuelle aux transporteurs de la région grâce au versement mobilité payé par les entreprises et aux contributions des collectivités publiques.

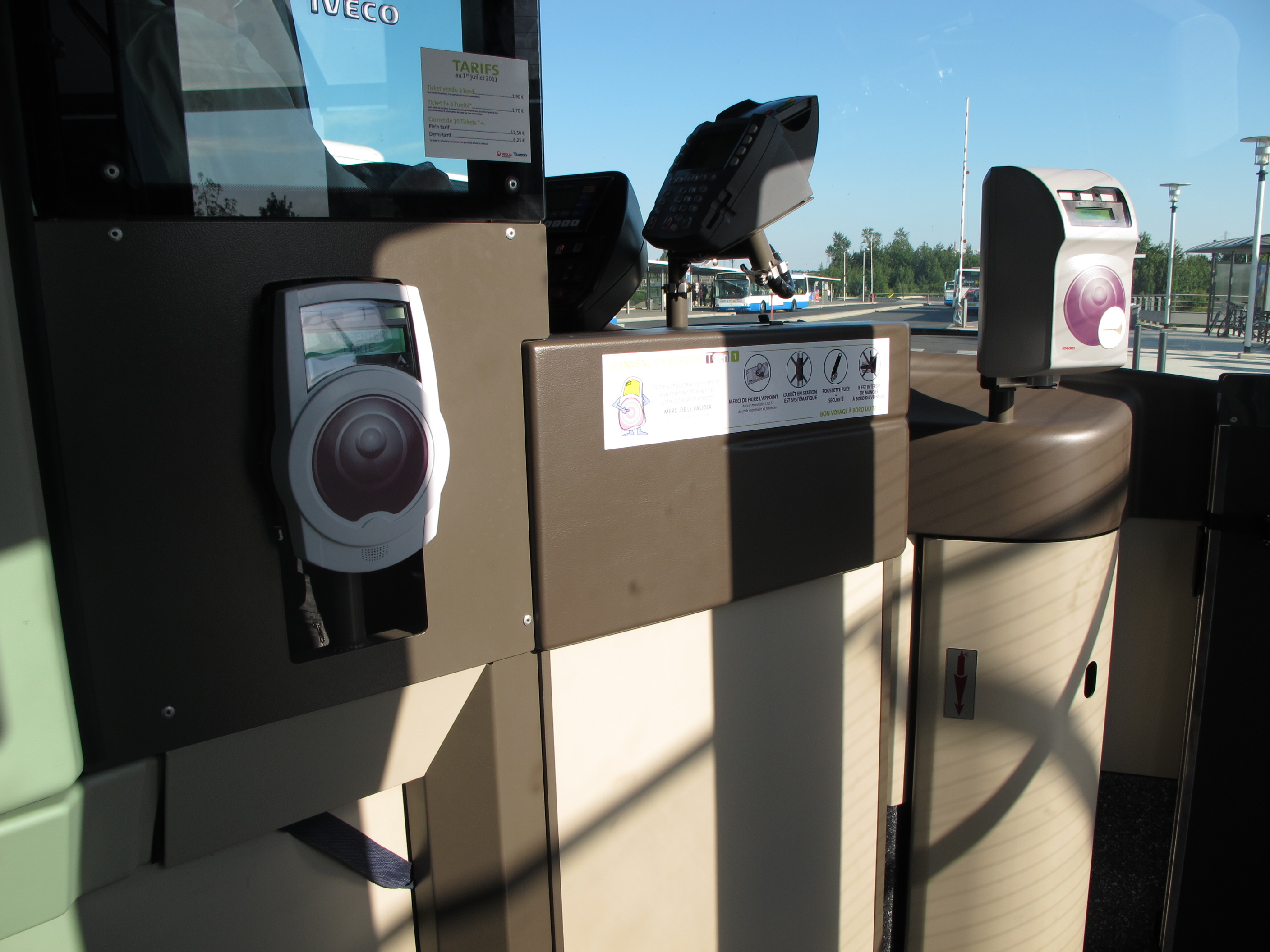
Validateurs pour passes Navigo (à gauche) et pour tickets carton (à droite) présents dans les bus et tramway.

L’achat de ticket par SMS est possible depuis 2018, en envoyant STGERMAIN au 93100 (coût de 2,50€ depuis le 01/01/2023 prélevé sur les factures de téléphone). Ce ticket SMS est valable 1 h sans correspondance.